# پراتشه (ناحیه زنویمو)
پراتشه (به چکی: Práče) یک منطقهٔ مسکونی در جمهوری چک است که در ناحیه زنویمو واقع شده‌است. پراتشه ۷٫۴۱ کیلومتر مربع مساحت و ۷۸۷ نفر جمعیت دارد و ۲۰۵ متر بالاتر از سطح دریا واقع شده‌است.